# Der siebte Tod
Der siebte Tod (Originaltitel. The Cleaner) ist der erste Roman des neuseeländischen Autors Paul Cleave. 
Es erschien 2006 in englischer Sprache im Verlag Random House und wurde über 250.000 Mal verkauft. Die deutsche Übersetzung von Martin Ruf erschien 2007 im Heyne Verlag und war 2007 auf Platz 1 der Crime/Thriller-Bestsellerliste von Amazon Deutschland.

## Handlung
Joe Middleton lebt in Christchurch und hat sein Leben scheinbar im Griff. Er hat zwar sechs Frauen umgebracht, aber das siebte Opfer, Daniela Walker, ist nicht von ihm getötet worden. Joes Lebensinhalt besteht nun darin, den Mörder der siebten Frau zu finden und ihm die gesamte Mordserie anzuhängen.
Als Joe auf Opfersuche in das Nachtleben von Christchurch eintaucht, findet er Melissa. Diese begreift jedoch schnell, dass Joe der gesuchte Serienmörder ist, und schafft es sogar, ihn in die Opferrolle zu drängen. Doch damit nicht genug, zerquetscht sie ihm einen Hoden mit einer Zange und nimmt seine Waffe sowie ein Messer mit.
In der Folgezeit nimmt sich Sally seiner an und pflegt ihn. Sie näht die Wunde und kümmert sich um seinen Haushalt. Joe bekommt davon nichts mit und denkt, es wäre Melissa, die er zwischen vielen Ohnmachten erkannt hätte.
Melissa scheint nicht darauf aus, ihn bei der Polizei anzuzeigen, da sie dieser eine falsche Täterbeschreibung zukommen lässt. Sie scheint ähnlich sadistisch wie Joe veranlagt zu sein. Sie möchte von ihm Geld, damit sie ihr Schweigen nicht bricht. Um ihren Forderungen Nachdruck zu verleihen, bringt sie eine Prostituierte mit seinem Messer um und legt ein Foto des Messers zu der Leiche, die Joe im Kofferraum eines Wagens findet.
Als Joe den Mörder der siebten Frau endlich gefunden hat, lockt er ihn in das Haus von Daniela Walker, kidnappt und fesselt ihn. Erst auf den letzten Seiten des Buches können die Hinweise der Polizei zusammen mit denen von Sally die Geschichte aufklären, wobei Sally selbst zeitweilig unter Mordverdacht gerät.

## Personen

### Joe
Das Buch schildert die Ereignisse aus der Ich-Perspektive von Joe, dem Schlächter von Christchurch, wie ihn die Medien nennen. Joe lebt alleine in einem heruntergekommenen Wohnblock. Er arbeitet als Putzhilfe im örtlichen Polizeirevier, was ihm einen ungeheuren Vorteil verschafft, denn so ist er immer informiert und kann die Ermittlungen in seinem Fall verfolgen.

Joe spielt der Polizei einen geistig zurückgebliebenen Mann vor, weil man ihn so kaum verdächtigt. Er ist aber sehr intelligent mit einem Hang zum Sadismus. Er glaubt, schlauer als die Polizei zu sein, und ist damit auch zu Beginn sehr erfolgreich. Im Polizeirevier hat er einen Kassettenrekorder versteckt, um die Besprechungen der Polizei in seinem Fall mitverfolgen zu können.

Joe liest am liebsten Liebesromane und sieht die Welt, ganz im Gegensatz zu Sally, von der schlechten Seite. Das ändert sich erst auf den letzten Seiten des Buches.

Joes ganzer Stolz gilt seinen beiden Fischen Pickle und Jehova, die er in einem Glas auf dem Tisch hält.

### Sally
Die zweite Hauptrolle im Buch spielt Sally. Sie ist Instandhalterin im Polizeirevier und versucht in Joe einen Ersatz für ihren verstorbenen behinderten Bruder, Martin, zu sehen. Sally ist in einigen Kapiteln die Hauptperson, wobei in diesen Kapiteln nicht die Ich-Perspektive gewählt wurde. Dadurch, dass Sally sich um Joe kümmern möchte, kommt sie hinter sein Geheimnis und hilft mit, es aufzuklären.

### Joes Mutter
Joes Mutter, Evelyn, lebt in South Brighton an der Küste außerhalb der Stadt und ist eine Persönlichkeit für sich. Ihr gegenüber gibt Joe vor, ein Autoverkäufer zu sein. Da seine Mutter ihn noch wie einen kleinen Jungen behandelt, greift Joe zu Mitteln, ihr etwas anzutun, ohne sie dabei umzubringen. Zum Beispiel rührt er Rattengift in ihren Kaffee oder schmiert die Badewanne mit Hähnchen-Fett ein. Sein Vater beging Selbstmord durch Abgase in seinem Auto, was als Auslöser der Mordserie gesehen werden kann.
Weitere wichtige Rollen im Buch spielen Melissa, Detective Inspector Carl Schroder und Detective Inspector Robert Calhoun.

## Hörbuch
Im Jahr 2007 erschien das Hörbuch zu dem Buch. Veröffentlicht wurde es von der Audible GmbH. Martin Keßler spricht das mehr als elf Stunden lange Hörbuch, das von Audible als ungeeignet für Hörer unter 18 Jahren bezeichnet wird.

## Rezension
Thomas Sauer sah das Ergebnis durchaus ambivalent: Die „skurrile Betrachtung der Umwelt aus Joes Augen trägt nicht das gesamte Buch und für einen spannenden Thriller fehlt es der Geschichte ein wenig an Substanz. Zudem sind die Figuren holzschnittartig und daher wenig glaubwürdig, so dass sich keine rechte Beziehung zu ihnen aufbauen will. Dennoch funktioniert Cleaves Idee einen Roman aus der Sicht eines Serienkillers zu schreiben dank Joes ungewöhnliche Sicht der Welt, über weite Strecken und machen aus Der siebte Tod ein solides Erstlingswerk“.
Alex Eichenauer und Marcel Scheid hingegen verteilten nahezu uneingeschränktes Lob: „Die Gedanken und Empfindungen der Figuren werden ausführlich beschrieben, ihre Handlungen sind dadurch gut nachvollziehbar. Cleave kreiert interessante Protagonisten und verleiht ihnen einen einzigartigen Charakter. Es ist spannend zu lesen, wie sich im Verlauf der Geschichte die einzelnen Figuren entwickeln. Erstaunlicherweise schafft er es, die Handlungsweise der Hauptfigur Joe so verständnisvoll wiederzugeben, dass der Leser eine Sympathie für diesen Serienmörder aufbaut. Man hofft bis zum Ende der Geschichte, dass Joe seinen Plan verwirklichen kann und dass er ungestraft davonkommt, obwohl man genau weiß, dass er eine harte Strafe verdient hätte. Dieses Verständnis für die grausamen Taten ist wohl vor allem auf die Art und Weise zurückzuführen, wie die Gedankenwelt dieses Killers aufgebaut ist. Sein Humor und seine Fürsorglichkeit überspielen die negativen Aspekte seines Charakters. Außerdem wird man immer wieder von der Genialität und der Vollkommenheit seiner durchdachten Handlungen fasziniert“.